# 札幌大橋

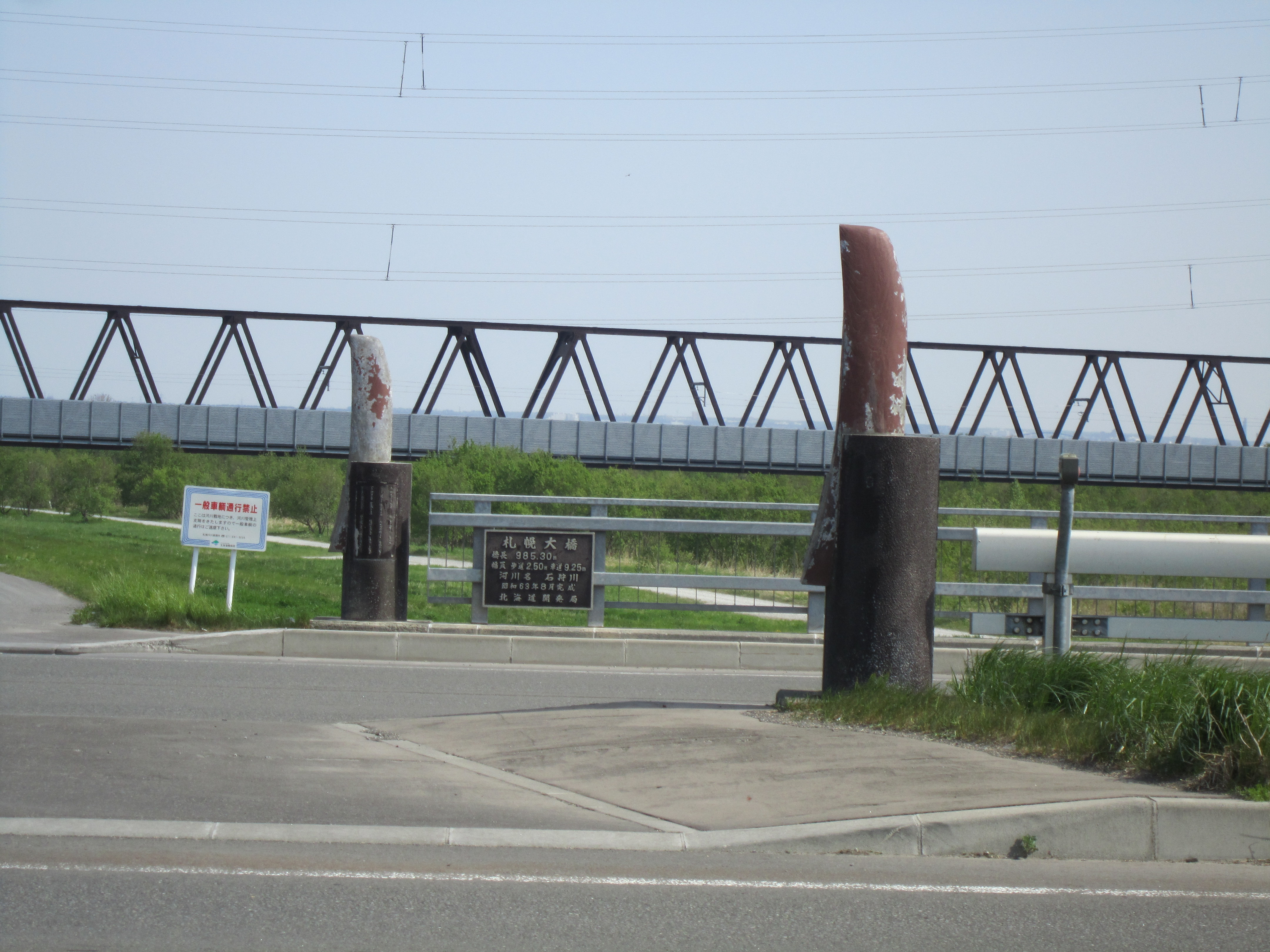
丸木舟を模した当別側の親柱

札幌大橋（さっぽろおおはし）は、札幌市北区 - 石狩郡当別町間にある石狩川に架かる国道337号道央圏連絡道路当別バイパスの橋梁約980 m（メートル）の桁橋。
国道337号道央圏連絡道路当別バイパスの一部となっている。

## 概要
石狩川河口から2番目の橋であり、下流には石狩河口橋が、上流には札沼線の石狩川橋梁、新石狩大橋が架かっている。
当別側にある石の親柱は、かつて石狩川で用いられていた丸木舟を長さ9.85 mで模したものである。
もとは2車線の橋が1本であったものを、2011年度（平成23年度）より下流に新橋を建設、現橋に並列して4車線化することとなり、2016年（平成28年）1月15日に4車線での供用を開始した。
1988年（昭和63年）完成の1期橋では当時の最先端技術を採用し、主橋梁部は支間長150 mを箱桁を採用している。これは当時の桁橋として日本最大支間であった。また、側橋梁には鋼床版2主鈑桁が採用された。これは鋼床版箱桁より経済的でRC床版鈑桁より長支間に適用可能な当時の新工法であり軽量化による基礎工の合理化にも寄与していた。一方で鋼床版2主鈑桁は軽量化による剛性低下のため舗装のクラックが頻発する問題があった。
2期橋ではこれらの反省を踏まえた形式選定がなされた。河川内橋梁のため支間割は1期橋に揃えたが耐震性向上のためなるべく連続化を図ることとして4+5+3径間連続桁とすることになった。このうち中央部5径間連続桁では最大支間が150 mあるため、（P6 - P9）の3径間では箱桁を採用し短支間の側径間（P4 - P6）には鈑桁を採用してそれぞれ異種構造の連続化を図った。床版形式は合成床版の採用が進んでおり、2003年（平成15年）の石間釣浜橋で最大支間147 mの実績があることから検討を行い経済性に優れることから全面的に採用された。鈑桁部に3主桁として剛性
・維持管理性が向上された。

## 諸元

### 1期橋
- 橋格 - 1等橋 (TL-20)
- 種別 - 鋼道路橋
- 形式 - 鋼3径間連続2主鈑桁橋 + 鋼3径間連続箱桁橋 + 鋼3径間連続2主鈑桁橋2連
- 橋長 - 985.300 m
  - 支間割 - ( 3×72.300 m ) + ( 90.000 m + 150.000 m + 90.000 m ) + 2× ( 3×72.300 m )
- 幅員
  - 総幅員 - 13.000 m
  - 有効幅員 - 11.750 m
  - 車道 - 9.250 m
  - 歩道 - 片側2.500 m
- 総鋼重 - 4 877.400 t
- 床版 - 鋼床版
- 施工 - 石川島播磨重工業[注釈 1]・横河橋梁製作所[注釈 2]・三菱重工業[注釈 3]・宮地鐵工所[注釈 4]JV、釧路製作所・櫻田機械工業[注釈 5]・函館どつくJV、東京鐡骨橋梁製作所[注釈 6]・駒井鉄工[注釈 7]・楢崎製作所JV、日本橋梁・三井造船[注釈 8]JV
- 架設工法 - トラッククレーンベント工法・フローティングクレーン工法

### 2期橋
- 活荷重 - B活荷重
- 種別 - 鋼道路橋
- 形式 - 鋼4径間連続3主鈑桁橋（RA橋）+ 鋼5径間連続3主鈑桁1主箱桁橋（RB橋）+ 鋼3径間連続3主鈑桁（RC橋）
- 橋長 - 982.500 m
  - 支間割 - ( 72.700 m + 72.500 m + 68.500 m + 72.000 m ) + ( 71.000 m + 73.000 m + 90.500 m + 150.000 m + 89.600 m ) + ( 72.000 m + 72.500 m + 72.800 m )
- 幅員
  - 総幅員 - 10.450 m
  - 有効幅員 - 9.250 m
  - 車道 - 9.250 m
  - 歩道 - なし
- 床版 - 合成床版
- 施工 - 日立造船（RA橋）、IHIインフラシステム・川田工業JV（RB橋・RC橋）
- 架設工法 - トラッククレーンベント工法（RA橋）、トラベラクレーンベント工法（RB橋）、クローラークレーンベント工法（RC橋）

## 歴史
- 1988年（昭和63年）8月10日 - 暫定2車線で開通[11]。
- 2016年（平成28年）1月15日 - 4車線化[5]。

## 接続する道路
- 北海道道112号札幌当別線
  - 橋の上では国道337号との重複区間となっており、橋の両端で国道337号と分かれる。